# David Ferrier
Sir David Ferrier (13. ledna 1843 ve Woodside u Aberdeenu, Skotsko – 19. března 1928 v Londýně) byl britský fyziolog a neurolog.

## Život
Vystudoval medicínu a stal se asistentem filozofa a psychologa Alexandra Baina (1818–1903) v Aberdeenu.
Na Bainovu radu strávil Ferrier nějaký čas v Německu, kde spolupracoval s Hermannem von Helmholtzem (1821–1894) a Wilhelmem Wundtem (1832–1920) v Heidelbergu, kteří byli vystudovaní fyzici specializující se na smyslovou fyziologii.
Po návratu do Skotska Ferrier dokončil doktorát z medicíny na univerzitě v Edinburghu. V roce 1870 se přestěhoval do Londýna, kde působil v nemocnici King's College Hospital (od roku 1871 zde byl profesorem) a v National Hospital for Paralysis and Epilepsy, první nemocnici v Anglii, která se specializovala na neurologická onemocnění.
Neurolog John Hughlings Jackson (1835–1911), který zde rovněž působil, mu dal podnět k vytvoření zastřešující teoretické koncepce.
Mimo jiné na pozvání neurologa a psychiatra Jamese Crichtona-Browna (1840–1938) prováděl ve West Riding Lunatic Asylum experimenty, které byly pokračováním experimentů německého anatoma, antropologa a fyziologa Gustava Fritsche (1838–1927) a německého internisty, neurologa, psychiatra a experimentálního epileptologa Eduarda Hitziga (1838–1907). I když je ve svých publikacích necitoval, provedl Ferrier další a přesnější pokusy s korovou stimulací a ablací na zvířatech, zejména šimpanzích, jejichž výsledkem byly v roce 1876 první mozkové mapy.

## Vyznamenání
V roce 1876 byl Ferrier zvolen členem Královské společnosti, která mu v roce 1890 udělila Královskou medaili. V roce 1890 byl Ferrier zvolen členem Leopoldiny a v roce 1900 členem Královské společnosti v Edinburghu. V roce 1911 byl povýšen na rytíře bakaláře.

## Úmrtí
Zemřel 19. března 1928 v Londýně od zápal plic. Zanechal po sobě vdovu Constance (rozenou Waterlowovou, sestru malíře Ernesta Alberta Waterlowa) a syna a dceru. Jeho syn Claude byl známým architektem.

## Díla
Z Ferrierových publikací stojí za zmínku především dvě knihy. První z nich, vydaná v roce 1876, The Functions of the Brain (Funkce mozku), popisuje jeho experimentální výsledky a v následujících letech se stala velmi vlivnou tak, že je dnes považována za jednu z klasických knih neurovědy.
V roce 1886 vydal nové, značně rozšířené a recenzované vydání. Druhá kniha, která vyšla o dva roky později – The Localization of Brain Disease – měla za téma klinické aplikace kortikální lokalizace.
Spolu se svými přáteli Hughlingsem Jacksonem a Crichtonem-Brownem byl Ferrier v roce 1878 jedním ze zakladatelů časopisu Brain, který se věnoval interakci mezi experimentální a klinickou neurologií a vychází dodnes. V témže roce Ferrier přednesl Goulstonovu přednášku pro Royal College of Physicians na téma "Lokalizace mozkových onemocnění".